# Klovner i Kamp
Klovner i Kamp è un gruppo musicale norvegese formatosi nel 1994. È attualmente costituito dai musicisti Aslak Hartberg, Esben Selvig e Thomas Gullestad.

## Storia del gruppo
Schwin (2000), primo album in studio del gruppo, ha fatto l'entrata nella VG-lista alla 22ª posizione. È poi avvenuta la pubblicazione del secondo LP Bjølsen hospital (2001), la loro prima entrata in top ten riconosciuta con lo Spellemannprisen.
Due anni più tardi è stato pubblicato Kunsten å fortelle, terzo LP, arrivato al 7º posto della classifica della Verdens Gang. Ørnen tek ikkje unga (2005) ha anch'esso debuttato al 7º posto.
Il loro disco più recente, Bjølsen Solreiser, è uscito nel giugno 2024.

## Formazione
Attuale
- Aslak Hartberg
- Esben Selvig
- Thomas Gullestad

Ex componenti
- Sveinung Eide

## Discografia

### Album in studio
- 2000 – Schwin
- 2001 – Bjølsen hospital
- 2003 – Kunsten å fortelle
- 2005 – Ørnen tek ikkje unga
- 2024 – Bjølsen Solreiser

### Singoli
- 2001 – Tykt og tynt
- 2003 – Fritt vilt
- 2015 – Langt å gå
- 2016 – Kjærlighetstrilogien
- 2017 – Hollywood
- 2019 – Heimebane (con Sirkel Sag)
- 2020 – Herregud
- 2024 – Vinger
- 2024 – Barbie Boy